# Dear You
Dear You is het vierde en laatste studioalbum van de Amerikaanse punkband Jawbreaker. Het album werd uitgegeven via het grote platenlabel DGC Records op cd, lp en cassette 12 september 1995. Het is het enige album dat op ze via dit label hebben laten uitgeven. De band ging na de uitgave van Dear You uit elkaar en kwam pas in 2017 weer terug bij elkaar. Het album werd door slecht ontvangen door de fans van de band.

## Nummers
| Oorspronkelijke uitgave 1. "Save Your Generation" - 3:43 2. "I Love You So Much It's Killing Us Both" - 2:51 3. "Fireman" - 4:06 4. "Accident Prone" - 6:14 5. "Chemistry" - 3:54 6. "Oyster" - 2:38 7. "Million" - 4:20 8. "Lurker II: Dark Son of Night" - 3:37 9. "Jet Black" - 5:13 10. "Bad Scene, Everyone's Fault" - 2:11 11. "Sluttering (May 4th)" - 4:14 12. "Basilica" - 6:05 13. "Unlisted Track" - 2:18 | Bonustracks (2004) 1. "Shirt" - 3:15 2. "Into You Like a Train" - 2:26 3. "Sister" - 4:13 4. "Friendly Fire" - 4:59 5. "Boxcar" - 1:56 |